# Mikrokosmos (canción)
«Mikrokosmos» (en hangul, 소우주; romanización revisada, Souju) es una canción grabada por la boy band surcoreana BTS. Fue lanzada digitalmente el 12 de abril de 2019 como parte del EP Map of the Soul: Persona.

## Composición y letra
De acuerdo a lo que el grupo expresó en su conferencia de prensa, su intención con el tema «Mikrokosmos» era «pintar el mundo a través del interés humano».
Está canción abarca temas de autodescubrimiento, aceptación, amor propio, romper las barreras del suicidio, el valor esencial del ser humano, con una antelación sobre la importancia de la existencia de las personas que atraviesan problemas como si ellas fueran las estrellas que conforman el universo.
Mikrokosmos es una canción que incorpora elementos de guitarra acústica y eléctrica intercaladas, falsetes de R&B, un ambiente etéreo de EDM y Synth-pop, con golpes retumbantes, coros alegres, dando un concepto más anímico de la banda hacia sus fanáticos. Además, la canción se conecta con la pista «Magic Shop», del álbum Love Yourself: Tear debido a la similitud entre la sección en la que el grupo canta «you got me 난 너를 보며 꿈을 꿔 / I got you 칠흑 같던 밤들 속» —en español: «Me tienes viéndote/Te tengo en las noches oscuras»— y la línea «so show me / I’ll show you» —en español: «Entonces muestrame/Te lo mostraré»— de esta última.

## Posicionamiento en listas

### Semanales
| Lista (2019)                                    | Mejor Posición |
| ----------------------------------------------- | -------------- |
| Australia (ARIA)                                | 92             |
| Canadá (Hot 100)                                | 79             |
| Corea del Sur (Gaon)                            | 31             |
| Corea del Sur (K-pop Hot 100)                   | 2              |
| Estados Unidos (Bubbling Under Hot 100 Singles) | 2              |
| Estados Unidos (World Digital Song Sales)       | 3              |
| Hungría (MAHASZ)                                | 18             |
| Japón (Japan Hot 100)                           | 53             |
| Malasia (RIM)                                   | 4              |
| Nueva Zelanda (RMNZ Hot Singles)                | 6              |
| Reino Unido (Independent Singles)               | 10             |

## Certificaciones y ventas
| Estados Unidos | –     | 11 600     |
| Streaming      |       |            |
| Japón (RIAJ)   | Plata | 30 000 000 |